# الحلم الياباني (كتاب)
الحلم الياباني هو كتاب للمفكر المصري غالي شكري نشر سنة 1994، يصف فيه رحلته إلى اليابان، وقد قسمه إلى أربعة فصول.

## ملخص الكتاب
قام الكاتب غالي شاكر برحلة إلى اليابان، تعرف فيها عن كثب إلى مختلف نواحي التجربة اليابانية، سواء ما ينتمي منها إلى
الماضي أو ما يتصل بالحاضر. وقد قابل خلال هذه الرحلة أرفع المستويات القيادية وزار المواطنين العاديين في بيوتهم ومواقع
عملهم. وشاهد فنونهم ومعابدهم وحفلات زفافهم ولمس عن قرب أدق خصوصيات تقاليدهم. وخرج من الرحلة بهذا الكتاب الذي يجيب عن
تساؤلات يحلم أصحابها بما يسمونه بالمعجزة اليابانية. وسوف تكتشف بعد القراءة أن للمؤلف رأيا مختلفا.

## محتوى الكتاب
في الفصل الأول تحدث الكاتب عن «الحلم الياباني» من حيث
المفهوم والعلاقة بالشعب الياباني ثم الاختلاف عن المعنى
السائد للحلم في الحضارة الغربية أو الشرقية.
الياباني لا يحلم بمعنى الحلم الذي نعرفه.. ولا يملك
مشروعاً للمستقبل كالذي تملكه أمريكا مثلاً.
في الفصل الثاني تحدث عن رحلته إلى «هيروشيما». ونقل
لنا الصورة الفريدة عن ذكرى هيروشيما القنبلة في أذهان
اليابانيين. نلاحظ أن الياباني لا يكره أمريكا بسبب ما حدث
في التاريخ، يعتقد أنه عليه ألا يضيع الوقت في الأسف
والحزن على الماضي والكراهية، ولذلك اهتمت اليابان عموما
بإعادة بناء نفسها بعد الحرب العالمية الثانية، ودعمت
السّلام بكل طاقاتها.
يبعثُ الأطفال اليابانيون كلّ عام ملابس جديدة للمتحف القديم
في مدينة هيروشيما الذي يحمل في كل أركانه ذكرى ضحايا
 القنبلة الذرية التي قضت على الأرض  والنبات والإنسان
ولكنها لم تقض على روح هيروشيما، المدينة، وذلك لكي
يعبروا عن تذكرهم لكل الأطفال الذين ماتوا هناك. تذهب
الملابس فيما بعد لمن يحتاجونها.
التقى الكاتب بشخصيات يابانية كان يسألها في كل مرة عما
يبدو له غريبا.
تاكاشي تسوشيا، مدير بيع في شركة هوندا باليابان يتحدث
عن قنبلة هيروشيما: "لقد منينا بهزيمة غير عادلة، هزيمة
لا نستحقها، هزيمة ليست هزيمة.. صحيح أن الحرب خدعة، ولكن ليس إلى هذه الدرجة غير الأخلاقية. هل تعرف الطّعن
في الظهر؟ لقد طعنونا من الظهر ولم يواجهونا. وإلا فإننا
صمدنا أربع سنوات دون أن ننهزم. "
في الفصل الثالث تحدث الكاتب عن الخصوصية الاجتماعية
لليابان، وسافر بنا إلى بعض الأحداث في التاريخ.. تحدث
عن الارتباط الصيني باليابان، حيث قال إن الصين هي
الحضارة التي نُقلت إلى اليابان كما نقل الإسلام إلى المشرق
والمغرب، ولكن ليس بمفهوم الدين ولكن بمفهوم الحضارة
والتاريخ.
في الفصل الرابع تحدث عن الدين والعلمانية، وحاول أن
يشرح وجهة النظر اليابانية حول الدين.. فلامسَ الكاتب غيابا
للميتافيزيقا في حياة اليابانيين. إذ ورغم أنه يزورون المعابد
البوذية والكونفوشيوسية أو حتى الكنائس الكاثوليكية
والأرثوذكسية ويحترمون طقوسها ويؤدونها غير أنهم لا
يؤمنون بالميتافيزيقا.. ما وراء الموت.. ولا يحتاجون لذلك في
نظرهم..
الدين إذن في اليابان موجود بالفعل لكنه يحمل طابعاً
مختلفاً. الدين هناك تراه في سلوكات الناس وأفعالهم
وأمانيهم الظاهرة.. ولا يرتبط بأية ممارسات فوق واقعية.